# Abitur in Hessen
Das Abitur in Hessen wird am Ende der Qualifikationsphase in der gymnasialen Oberstufe (Jahrgangsstufen 12 und 13 bei G9 bzw. 11 und 12 bei G8) und einer bestandenen Abiturprüfung in fünf Fächern vergeben. Das Abitur nach der zwölften Jahrgangsstufe (G8) wird nur noch in ca. 5 % der Gymnasien (9 Schulen) angeboten, nachdem 2013/14 eine Wahlfreiheit eingeführt worden ist.

## Oberstufenverordnung
Für das Abitur 2012 (G8 und G9) galten erstmals die Regelungen der OAVO (Oberstufen- und Abiturverordnung v. 20. Juli 2009). Diese ersetzte im Zuge der G8-Umstellung die Oberstufenverordnung VOGO/BG (Verordnung über die Bildungsgänge und die Abiturprüfung in der gymnasialen Oberstufe und dem beruflichen Gymnasium).
Generelle fachliche Grundlage für die Arbeit in der Qualifikationsphase und die Vorbereitung auf die Abiturprüfung sind die nationalen Bildungsstandards der Kultusministerkonferenz (KMK) sowie die „Einheitlichen Prüfungsanforderungen in der Abiturprüfung“ (EPA).
Seit 2019 werden die Prüfungen in den allgemein bildenden Fächern auf der Grundlage der Kerncurricula Gymnasiale Oberstufe (KCGO) durchführt. Die Prüfungen für die fachrichtungs- und schwerpunktbezogenen Fächer im beruflichen Gymnasium basieren seit dem Landesabitur 2021 auf der Grundlage der Kerncurricula Berufliches Gymnasium (KCBG). Es gibt ein Zentralabitur für die schriftlichen Prüfungen.

## Die Qualifikationsphase
Die Qualifikationsphase umfasst in Hessen bei G9 die 12. und die 13. Klasse und bei G8 die 11. und 12. Klasse. Um Verwirrungen zwischen G9 und G8 zu vermeiden, tauchen auf den Zeugnissen, die durch die Lehrer- und Schülerdatenbank (LUSD) erzeugt werden, die Begriffe Q1 bis Q4 für die jeweiligen Halbjahre auf. Ihr Ergebnis geht mit den Prüfungen der Abiturphase in die endgültige Abiturnote ein.

### Belegungspflicht
Deutsch und Mathematik müssen beide bis zum Abitur belegt werden und sind auch Prüfungsfächer. Beide Fächer werden in den jeweiligen Grundkursen mit vier Stunden und in den Leistungskursen mit fünf Stunden pro Woche unterrichtet. Dazu muss eine Fremdsprache (meistens Französisch, Spanisch, Latein oder Englisch), die bereits in der Mittelstufe unterrichtet wurde, eine Naturwissenschaft (Physik, Chemie oder Biologie), Geschichte, Ethik/Religion/Philosophie, Sport und Politik und Wirtschaft oder Wirtschaftswissenschaften (Alternative: Politik und Wirtschaft kann, sofern Geographie seit der Einführungsphase durchgängig belegt wurde, im zweiten Jahr durch Geographie ersetzt werden) bis zum Abitur belegt werden. Weiter müssen zwei Halbjahre Kunst oder Musik oder Darstellendes Spiel belegt werden. Außerdem gibt es die Regelung, dass eine weitere Naturwissenschaft oder Fremdsprache oder Informatik in den Halbjahren Q1 und Q2 zu belegen ist.
Im beruflichen Gymnasium muss das zweite Leistungsfach entweder Wirtschaftslehre (insbesondere Betriebswirtschaftslehre) oder Technikwissenschaft (Maschinenbau, Elektrotechnik, Bautechnik, Physik, Chemie, Biologie und Datenverarbeitungstechnik, Schwerpunkt bezogen oder Schwerpunkt übergreifend) oder Ernährungslehre, Gesundheitswissenschaften oder Agrartechnik sein. Das zweite Leistungsfach wird in einem Halbjahr der Qualifikationsphase um einen Grundkurs (z. B. im Schwerpunkt Maschinenbau mit Werkstoffkunde) ergänzt. Zusätzlich muss ein fachbezogener Grundkurs (z. B. Technologie, Rechnungswesen) belegt werden. Das erste Leistungsfach ist entweder Deutsch, Englisch, Mathematik oder eine Naturwissenschaft. Politik und Wirtschaft muss mindestens in Q1 und Q2 belegt und ein Kurshalbjahr eingebracht werden. An die Stelle einer Prüfung im Grundkurs Mathematik kann auch Englisch treten. Eine Naturwissenschaft muss in Q1 bis Q4 als Grund- oder Leistungskurs belegt und eingebracht werden. Kunst oder Darstellendes Spiel kann auch durch ein Ersatzfach (z. B. Politik & Wirtschaft) belegt werden. Eine zweite Fremdsprache wird in der Einführungs- und in der Qualifikationsphase nur benötigt, wenn man ab der 6. oder 7. Klasse keine solche belegt hat.

### Leistungskurse
Es werden mindestens zwei Leistungskurse gewählt. Mindestens ein Leistungskurs muss dabei entweder eine fortgeführte Fremdsprache, eine Naturwissenschaft oder Mathematik sein. Jeder Leistungskurs wird mit fünf Wochenstunden unterrichtet und wird im Abitur als Prüfungsfach schriftlich geprüft. Wichtig hierbei ist, dass in der gymnasialen Oberstufe jedes Fach außer Darstellendem Spiel, Ethik und der dritten Fremdsprache (zum Beispiel Japanisch) Leistungskurs sein kann. Jedoch wird von Schule zu Schule variiert. So ist es möglich, dass einzelne Fächer als Leistungskurse wegen minimaler Belegung ausfallen. Werden mehr als zwei Leistungskurse gewählt, was in Sonderfällen möglich ist, dann werden nur zwei auch als Leistungskurse gewertet.

### Grundkurse
Für eine Meldung zum Abitur müssen in den vier Halbjahren 24 Grundkurshalbjahre eingebracht werden. Bei einer optimalen Belegung lassen sich oft sehr gute Chancen für eine gute Abiturnote herstellen. Darüber hinaus kann man auch freiwillig Kurse besuchen, die über die Belegungspflicht hinausgehen. Dadurch werden die Kombinationsmöglichkeiten für die Abiturnote erhöht.

## Leistungsbewertung
In der gymnasialen Oberstufe wird das Notensystem der Sekundarstufe I durch ein Punktesystem ersetzt. Das Punktesystem umfasst 0 bis 15 Punkte. 15 Punkte entsprechen der Note 1+ und 0 Punkte einer 6. Bei weniger als 5 Punkten gilt ein Kurs als unterbelegt, bei 0 Punkten als nicht belegt (Belegpflicht nicht erfüllt).
| Punkte | Note in Worten      | Note (mit Tendenz) | Rohpunkte | Notendefinition | Bemerkung |
| ------ | ------------------- | ------------------ | --------- | --- | --- |
| 15     | sehr gut            | 1+                 | 95 %      | Die Leistungen entsprechen den Anforderungen in besonderem Maße. | |
| 14     | sehr gut            | 10                 | 90 %      | Die Leistungen entsprechen den Anforderungen in besonderem Maße. | |
| 13     | sehr gut            | 1−                 | 85 %      | Die Leistungen entsprechen den Anforderungen in besonderem Maße. | |
| 12     | gut                 | 2+                 | 80 %      | Die Leistungen entsprechen den Anforderungen voll. | |
| 11     | gut                 | 20                 | 75 %      | Die Leistungen entsprechen den Anforderungen voll. | |
| 10     | gut                 | 2−                 | 70 %      | Die Leistungen entsprechen den Anforderungen voll. | |
| 9      | befriedigend        | 3+                 | 65 %      | Die Leistungen entsprechen den Anforderungen im Allgemeinen. | |
| 8      | befriedigend        | 30                 | 60 %      | Die Leistungen entsprechen den Anforderungen im Allgemeinen. | |
| 7      | befriedigend        | 3−                 | 55 %      | Die Leistungen entsprechen den Anforderungen im Allgemeinen. | |
| 6      | ausreichend         | 4+                 | 50 %      | Die Leistungen weisen zwar Mängel auf, entsprechen aber im Ganzen noch den Anforderungen.                                                                                                | |
| 5      | ausreichend         | 40                 | 45 %      | Die Leistungen weisen zwar Mängel auf, entsprechen aber im Ganzen noch den Anforderungen.                                                                                                | |
| 4      | schwach ausreichend | 4−                 | 40 %      | Die Leistungen weisen Mängel auf und entsprechen den Anforderungen nur noch mit Einschränkungen.                                                                                         | defizitärer Bereich |
| 3      | mangelhaft          | 5+                 | 33 %      | Die Leistungen entsprechen den Anforderungen nicht, lassen jedoch erkennen, dass die notwendigen Grundkenntnisse vorhanden sind und die Mängel in absehbarer Zeit behoben werden können. | defizitärer Bereich |
| 2      | mangelhaft          | 50                 | 27 %      | Die Leistungen entsprechen den Anforderungen nicht, lassen jedoch erkennen, dass die notwendigen Grundkenntnisse vorhanden sind und die Mängel in absehbarer Zeit behoben werden können. | defizitärer Bereich |
| 1      | mangelhaft          | 5−                 | 20 %      | Die Leistungen entsprechen den Anforderungen nicht, lassen jedoch erkennen, dass die notwendigen Grundkenntnisse vorhanden sind und die Mängel in absehbarer Zeit behoben werden können. | defizitärer Bereich |
| 0      | ungenügend          | 60                 | 0 %       | Die Leistungen entsprechen den Anforderungen nicht und selbst die Grundkenntnisse sind so lückenhaft, dass die Mängel in absehbarer Zeit nicht behoben werden können.                    | Wird ein einziges Prüfungsfach mit null Notenpunkten bewertet, gilt der gesamte Prüfungsteil bereits als nicht bestanden. |

Quelle: 

## Umrechnung zwischen Punkten und Noten
Für das hessische Abitur gilt, wie für das ganze deutschen Bildungssystem, ein standardisiertes Verfahren zur Umrechnung von Punktzahlen in Noten. Diese Umrechnungen werden auf verschiedenen Bildungsebenen verwendet, unter anderem an weiterführenden Schulen und Universitäten.

### Umrechnung von Punkten in Noten
Zur Umrechnung von Punkten in eine Schulnote wird die folgende Formel verwendet: Note = (17 - Punkte) / 3
Dabei steht „Punkte“ für die erreichte Punktzahl von 15 bis 0 (wobei 15 die beste und 0 die schlechteste Note ist) und „Note“ für die resultierende Note auf einer Skala von 1 bis 6 (wobei 1 die beste und 6 die schlechteste Note ist).

### Umrechnung von Noten in Punkte
Um eine Note in Punkte umzurechnen, wird folgende Formel angewandt: Punkte = 17 - (Note * 3)
Dabei steht „Note“ für die gegebene Note auf der Skala von 1 bis 6 und „Punkte“ für die entsprechende Punktzahl von 15 - 0.

## Abiturprüfungen
Abiturprüfungen finden in fünf Fächern statt. Schriftlich müssen zwei Aufgabenfelder abgedeckt werden. Deutsch ist immer Teil der Prüfung. In der gymnasialen Oberstufe muss auch Mathematik geprüft werden. Im beruflichen Gymnasium steht die Wahl zwischen Mathematik und Englisch frei, sofern diese keine Leistungsfächer sind. Daneben führte Hessen für das Schuljahr 2006/2007 außerdem das Zentralabitur ein, das eine Vergleichbarkeit der Schulen ermöglichen und jedem Schüler eine gleich gute Chance auf einen Abschluss geben soll.

### Schriftliche Prüfungen
Jeder Schüler schreibt Prüfungen in seinen beiden Leistungskursen und einem weiteren Grundkursfach, wobei mindestens zwei Fachbereiche abgedeckt sein müssen. Diese Prüfungen sind seit 2006/2007 gleich (Zentralabitur) und werden zentral aus Wiesbaden gestellt. Die Prüfungen werden jedoch von Lehrern mithilfe von Lösungshinweisen des Kultusministeriums dezentralisiert bewertet.

### Mündliche Prüfungen
Neben den schriftlichen Prüfungen wird noch eine mündliche Prüfung in einem vierten Fach zur Pflicht. Bei dem letzten und fünften Fach kann der Schüler zwischen einer zweiten mündlichen Prüfung, einer Präsentation und einer besonderen Lernleistung wählen.
Diese Prüfungen werden im Gegensatz zu den schriftlichen Prüfungen nicht landesweit, sondern von dem unterrichtenden Lehrer gestellt und dezentralisiert geprüft.

## Abiturnote
| Punkte  | ∅   |  | Punkte  | ∅   |  | Punkte  | ∅   |
| ------- | --- |  | ------- | --- |  | ------- | --- |
| 300     | 4,0 |  |         |     |  |         |     |
| 301–318 | 3,9 |  | 481–498 | 2,9 |  | 661–678 | 1,9 |
| 319–336 | 3,8 |  | 499–516 | 2,8 |  | 679–696 | 1,8 |
| 337–354 | 3,7 |  | 517–534 | 2,7 |  | 697–714 | 1,7 |
| 355–372 | 3,6 |  | 535–552 | 2,6 |  | 715–732 | 1,6 |
| 373–390 | 3,5 |  | 553–570 | 2,5 |  | 733–750 | 1,5 |
| 391–408 | 3,4 |  | 571–588 | 2,4 |  | 751–768 | 1,4 |
| 409–426 | 3,3 |  | 589–606 | 2,3 |  | 769–786 | 1,3 |
| 427–444 | 3,2 |  | 607–624 | 2,2 |  | 787–804 | 1,2 |
| 445–462 | 3,1 |  | 625–642 | 2,1 |  | 805–822 | 1,1 |
| 463–480 | 3,0 |  | 643–660 | 2,0 |  | 823–900 | 1,0 |

Die Abiturnote ist in drei Bereiche geteilt. Der Grundkursbereich, der Leistungskursbereich und der Abiturbereich. Generell und unabhängig von der Leistungskurswahl müssen von den Fächern Deutsch, Mathematik, einer fortgeführten Fremdsprache und einer Naturwissenschaft jeweils vier Halbjahresnoten eingebracht werden. Jeweils zwei Halbjahresnoten müssen aus den Fächern Politik&Wirtschaft oder Wirtschaftswissenschaften, Geschichte sowie Kunst, Musik oder Darstellendes Spiel einfließen. Die beiden Noten aus dem Fach Geschichte müssen aus den Halbjahren Q3 und Q4 stammen. Außerdem müssen zwei weitere Halbjahresnoten aus dem gesellschaftswissenschaftlichen Aufgabenfeld (Erdkunde, Geschichte, Politik&Wirtschaft, Wirtschaftswissenschaften, Religion, Ethik und Philosophie) und zwei Halbjahresnoten einer weiteren Naturwissenschaft oder einer weiteren Fremdsprache oder des Fachs Informatik eingebracht werden. Die Auswahl der anderen Fächer steht frei, es dürfen aber maximal drei Halbjahre aus dem Fach Sport eingebracht werden.
In den Leistungskursbereich fließen die Leistungskursnoten aus den Halbjahren Q1 bis Q4 jeweils doppelt gewichtet ein. Da es pro Halbjahr zwei Leistungskurse sind, gibt es insgesamt 8, die dann doppelt gewichtet werden. Im Leistungskursbereich kann man maximal 240 (8·2·15) Punkte erzielen, minimal 80 (8·2·5) Punkte. Es müssen fünf Kurse mit 5 oder mehr Punkten belegt werden. Kein Leistungskurs darf mit 0 Punkten abgeschlossen werden.
Der Grundkursbereich besteht aus 24 einfach gewerteten Noten. Im Grundkursbereich ist eine maximale Punktzahl von 360 (24·15) Punkten möglich und eine minimale Punktzahl von 120(24·5) Punkten nötig. Maximal 6 dieser 24 Noten dürfen unter 5 Punkten liegen, keine darf 0 Punkte sein.
Der Abiturbereich setzt sich aus den Abiturprüfungen mit vierfacher Gewichtung zusammen. Keine der Prüfungen darf mit 0 Punkten absolviert werden. In drei Prüfungen, darunter eine Leistungskursprüfung, müssen jeweils mindestens 5 Punkte erreicht werden. Im Abiturbereich kann man maximal 300 (5·4·15) Punkte erreichen und muss mindestens 100 (5·4·5) Punkte erreichen.
Das Abitur gilt als bestanden, wenn der Abiturient mindestens 300 Punkte erreicht hat. Dies entspricht der Abiturnote 4,0. Maximal können 900 Punkte erreicht werden, ab 823 Punkten wird die Abiturnote 1,0 vergeben.
Die Formel zur Berechnung der exakten Abiturnote ist {\displaystyle (17-(Gesamtpunkte/60))/3}. Man berücksichtigt nach dieser Berechnung nur die erste Nachkommastelle; es wird nicht gerundet, sondern abgeschnitten. Ist die rechnerische Note höher als 1,0 (über 840 Gesamtpunkte), wird sie zu 1,0 geändert.

## Ergebnisse
|                          | LA 2025 | LA 2025 | LA 2024 | LA 2024 | LA 2023 | LA 2023 | LA 2022 | LA 2022 | LA 2021 | LA 2021 | LA 2020 | LA 2020 | LA 2019 | LA 2019 | LA 2018 | LA 2018 | LA 2017 | LA 2017 | LA 2016 | LA 2016 | LA 2015 | LA 2015 | LA 2014 | LA 2014 | LA 2013 | LA 2013 | LA 2012 | LA 2012 | LA 2011 | LA 2011 | LA 2010 | LA 2010 | LA 2009 | LA 2009 | LA 2008 | LA 2008 | LA 2007 | LA 2007 |
| ------------------------ | ------- | ------- | ------- | ------- | ------- | ------- | ------- | ------- | ------- | ------- | ------- | ------- | ------- | ------- | ------- | ------- | ------- | ------- | ------- | ------- | ------- | ------- | ------- | ------- | ------- | ------- | ------- | ------- | ------- | ------- | ------- | ------- | ------- | ------- | ------- | ------- | ------- | ------- |
| Teilnehmende             | 23.045  | 23.045  | 23.345  | 23.345  | 22.628  | 22.628  | 19.471  | 19.471  | 19.640  | 19.640  | 23.229  | 23.229  | 23.108  | 23.108  | 25.101  | 25.101  | 25.317  | 25.317  | 25.370  | 25.370  | 26.359  | 26.359  | 30.011  | 30.011  | 32.609  | 32.609  | 25.472  | 25.472  | 23.883  | 23.883  | 23.119  | 23.119  | 21.889  | 21.889  | 21.113  | 21.113  | 23.119  | 23.119  |
| 0davon bestanden         | 22.126  | 96,0 %  | 22.056  | 94,5 %  | 21.616  | 95,5 %  | 18.795  | 96,5 %  | 18.978  | 96,6 %  | 22.391  | 96,4 %  | 22.232  | 96,21 % | 24.081  | 95,9 %  | 24.408  | 96,4 %  | 24.486  | 96,5 %  | 25.574  | 97,0 %  | 29.147  | 97,1 %  | 31.679  | 97,1 %  | 24.796  | 97,3 %  | 23.169  | 97,0 %  | 22.554  | 97,6 %  | 21.286  | 97,2 %  | 20.478  | 97,0 %  | 19,779  | 96,3 %  |
| 0davon nicht bestanden   | 919     | 4,0 %   | 1.289   | 5,5 %   | 1.012   | 4,5 %   | 676     | 3,5 %   | 662     | 3,4 %   | 838     | 3,6 %   | 876     | 3,79 %  | 1.020   | 4,1 %   | 909     | 3,6 %   | 884     | 3,5 %   | 785     | 3,0 %   | 864     | 2,9 %   | 930     | 2,9 %   | 676     | 2,7 %   | 714     | 3,0 %   | 565     | 2,4 %   | 603     | 2,8 %   | 635     | 3,0 %   | 750     | 3,7 %   |
| Notendurchschnitt        | 2,26    | 2,26    | 2,27    | 2,27    | 2,25    | 2,25    | 2,23    | 2,23    | 2,25    | 2,25    | 2,33    | 2,33    | 2,37    | 2,37    | 2,39    | 2,39    | 2,41    | 2,41    | 2,40    | 2,40    | 2,43    | 2,43    | 2,43    | 2,43    | 2,42    | 2,42    | 2,43    | 2,43    | 2,43    | 2,43    | 2,44    | 2,44    | 2,46    | 2,46    | 2,47    | 2,47    | 2,48    | 2,48    |
| Schüler mit der Note 1,0 | 1.118   | 5,1 %   | 974     | 4,4 %   | 1.035   | 4,8 %   | 841     | 4,5 %   | 799     | 4,1 %   | 650     | 2,9 %   | 549     | 2,47 %  | 497     | 2,1 %   | 498     | 2,0 %   | 513     | 2,1 %   | 419     | 1,6 %   | 412     | 1,4 %   | 516     | 1,6 %   | 375     | 1,5 %   | 318     | 1,3 %   | 281     | 1,2 %   | 271     | 1,2 %   | 248     | 1,2 %   | 219     | 1,1 %   |

Lehrer-, Hochschul- und Wirtschaftsverbände hinterfragen angesichts der sich stetig verbessernden Noten (zum Beispiel vervierfachte sich von 2007 bis 2022 der Anteil der Schüler mit der Bestnote 1,0 und die Durchschnittsnote stieg von 2,48 auf 2,23) die Aussagekraft des hessischen Abiturs.
Der Hessische Philologenverband schrieb, die immer besseren Noten spiegelten keinen Anstieg des allgemeinen Bildungsniveaus wider. Es sei ein Risiko, dass wirklich gute Abiturienten in der Menge untergehen.
Hochschullehrer beklagten eine bei vielen Abiturienten mangelnde Studierfähigkeit und Wissenslücken etwa in Mathematik, den Naturwissenschaften und bei der Sprachbildung. Eine bundesweite Gleichwertigkeit der Prüfungen sei nach wie vor ein frommer Wunsch.
Viele Ausbildungsbetriebe beklagen, dass der Bildungsstand der Abiturienten in den vergangenen Jahren gesunken sei. Es gebe große Defizite, zum Beispiel beim Bruchrechnen, Prozentrechnen und Dreisatzrechnen.